# Conselleria de Turisme del Govern de les Illes Balears
El conseller de Turisme del Govern de les Illes Balears és el màxim representant de la conselleria de Turisme. L'actual conseller de Model Econòmic, Turisme i Treball és Iago Negueruela Vázquez (PSIB-PSOE)

## Competències i composició
La raó de ser d'una conselleria d'aquestes característiques és, segurament, la importància cabdal del sector turístic en la configuració de la societat i economia illenques, cosa que fa necessària un departament que es responsabilitzi d'aquestes tasques.
Les competències d'aquest departament són les de relacions amb l'empresariat hoteler, les de regulació, ordenació i planificació del turisme a la Comunitat autònoma o les de promoció turística a l'exterior, entre d'altres.
El departament consta de les direccions generals d'Ordenació Turística i de Promoció Turística. És, a més, l'òrgan de qui depenen l'Institut Balear del Turisme (IBATUR), l'Institut d'Estratègia Turística (INESTUR), així com de diversos consorcis i fundacions.

## Llista de consellers de Turisme
| Legislatura | Nom                       | Inici                  | Fi                     | Partit    |
| ----------- | ------------------------- | ---------------------- | ---------------------- | --------- |
| I/II/III    | Jaume Cladera Cladera     | 1983                   | 18 de juny de 1993     | PP        |
| III/IV      | Joan Flaquer Riutort      | 18 de juny de 1993     | 18 de juny de 1996     | PP        |
| IV          | José María González Ortea | 18 de juny de 1996     | 28 de juliol de 1999   | PP        |
| V           | Celestí Alomar Mateu      | 28 de juliol de 1999   | 1 de juliol de 2003    | PSIB-PSOE |
| VI          | Joan Flaquer Riutort      | 1 de juliol de 2003    | 9 de juliol de 2007    | PP        |
| VII         | Francesc Buils Huguet     | 9 de juliol de 2007    | 1 d'octubre de 2008    | UM        |
| VII         | Miquel Nadal Buades       | 1 d'octubre de 2008    | 10 de desembre de 2009 | UM        |
| VII         | Miquel Ferrer Viver       | 10 de desembre de 2009 | 8 de febrer de 2010    | UM        |
| VII         | Joana Barceló Martí       | 8 de febrer de 2010    | 18 de juny de 2011     | PSIB-PSOE |
| VIII        | Carlos Delgado Truyols    | 18 de juny de 2011     | 27 de desembre de 2013 | PP        |
| VIII        | Jaime Martínez Llabrés    | 27 de desembre de 2013 | 3 de juliol de 2015    | PP        |
| IX          | Gabriel Barceló Milta     | 3 de juliol de 2015    | 16 de desembre de 2017 | MÉS       |
| IX          | Isabel Busquets Hidalgo   | 18 de desembre de 2017 | 2 de juliol de 2019    | MÉS       |
| X           | Iago Negueruela Vázquez   | 2 de juliol de 2019    | 10 de juliol de 2023   | PSIB-PSOE |
| XI          | Jaume Bauzá Mayol         | 10 de juliol de 2023   | en el càrrec           | PP        |